# جمعية النشاط الإلكتروني الافتراضي
جمعية النشاط الإلكتروني الافتراضي اختصار (VEFC) هي منظمة تحت رئاسة الأكاديمية الوطنية الأذربيجانية للعلوم. هذه الجمعية تنتمي إلى الذين يعملون في الفضاء الإلكتروني. تم تشكيل هذه الجمعية في إطار عملية تطوير الإنترنت و يوحد تحت مظلة واحدة المتطوعين الذين لديهم مصلحة مشتركة للعمل في الفضاء الافتراضي.

## عن الجمعية
إن أحد التوجهات الهامة لسياسة الدولة التي تم تنفيذها بنجاح في اتجاه تحديث المجتمع في أذربيجان هو تشكيل «أذربيجان الافتراضية». قضايا مثل تطوير المحتوى الوطني في بيئة الإنترنت و الحفاظ على التراث التاريخي، الأدبي، الثقافي للمجتمع، تعزيزه على نطاق واسع و حماية المصالح الوطنية في فضاء المعلومات العالمي هو امر مهم. إن تمثيل أذربيجان عالي المستوى في البيئة الافتراضية له أهمية خاصة لتحقيق هذه المهام.

## مجالات النشاط
تقع على عاتق الأكاديمية الوطنية الأذربيجانية للعلوم مسؤوليات مهمة في حماية المصالح الوطنية لأذربيجان على مستوى عالٍ في بيئة الإنترنت و نقل الحقيقة حول أذربيجان إلى المجتمع الدولي. من أجل تنفيذ هذه المهام، تنفذ الأكاديمية عددًا من الأنشطة المهمة، تجري أبحاثًا في هذا المجال، تدرس الخبرة الأجنبية، تنظم مراقبة منتظمة لاكتشاف المحتوى الذي يتعارض مع المصالح الوطنية، توفر المعلومات اللازمة حول الحقائق التاريخية و المعلومات عن الإنجازات و الشخصيات البارزة لأذربيجان. وكذلك المعلومات الموسوعية في مختلف المجالات.
إلى جانب كل هذا، هناك حاجة إلى إنشاء هيئة مستقلة في هذا المجال من أجل تنظيم أنشطة الأكاديمية بشكل أكثر فعالية، القضاء على التجزئة، تنسيق العمل من مركز واحد و تنظيمها بشكل أكثر منهجية.

## قرار هيئة رئاسة الأكاديمية الوطنية الأذربيجانية للعلوم
قرار لتأسيس جمعية النشاط الإلكترونية الافتراضية على أساس تطوعي تحت رئاسة الأكاديمية الوطنية الأذربيجانية للعلوم. تعيين علاءالدين مهمان أوغلو ملكوف، مساعد رئيس الأكاديمية، دكتوراه في الفلسفة و أستاذ مساعد، رئيسا للجمعية النشاط الإلكتروني الافتراضي تحت رئاسة الأكاديمية الوطنية الأذربيجانية للعلوم على أساس تطوعي.
توجيه علاءالدين ملكوف رئيس جمعية النشاط الإلكتروني الافتراضي تحت رئاسة الأكاديمية الوطنية الأذربيجانية للعلوم، لتنظيم عمل جمعية النشاط الإلكتروني الافتراضي على اساس الجمع بين جهود موظفي الأكاديمية، بما في ذلك الباحثين، طلاب الدكتوراه و الماجستير، و بالإضافة إلى متطوعين آخرين.
تراقب سكرتارية رئيس الأكاديمية تنفيذ القرار.